# Megamphopus mamolus
Megamphopus mamolus är en kräftdjursart som beskrevs av J. L. Barnard 1962. Megamphopus mamolus ingår i släktet Megamphopus och familjen Isaeidae. Inga underarter finns listade i Catalogue of Life.